# عبد العزيز العمار
عبد العزيز العمار، لاعب كرة قدم كويتي سابق، من مواليد 16 يوليو 1978. لعب مع نادي الكويت، وفي موسم 2001/2002 أعير إلى نادي اليرموك، وفي موسم 2002/2003 انتقل إلى نادي السالمية.